# Aristander z Telmessos

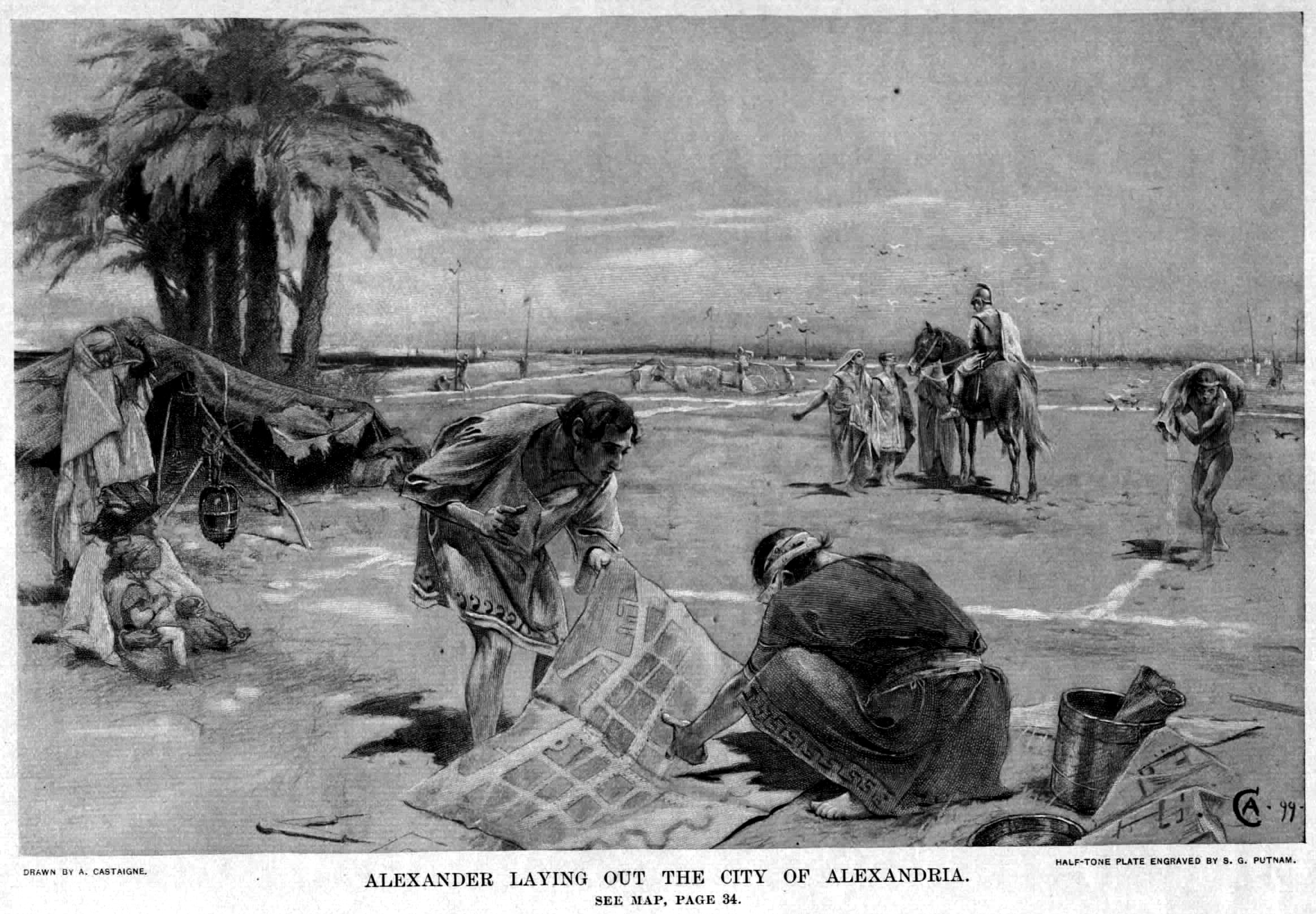
Założenie Aleksandrii.

Aristander z Telmessos, Aristandros (gr. Αριςτανδρως, IV w. p.n.e.) – grecki wróżbita i prorok, nadworny wieszczbiarz Filipa II Macedońskiego oraz jego syna Aleksandra III Wielkiego, jeden z najbliższych, najbardziej zaufanych sług i towarzyszy Macedończyka.
Mimo iż liczne wzmianki na temat działalności Aristandra, często mające charakter legendarny, znajdujemy w pismach starożytnych historyków opisujących panowanie Aleksandra Macedońskiego – Flawiusza Arriana, Kwintusa Kurcjusza Rufusa, Diodora Sycylijskiego, Juniana Justyna, Strabona – o jego życiu wiadomo stosunkowo niewiele. Aristander pochodził najprawdopodobniej z miasta Telmessos w Licji (obecnie Fethiye w Turcji), lub też mniej znanego Telmessos w Karii, na Półwyspie Halikarnaskim. Służył na dworze macedońskim jeszcze przed narodzinami Aleksandra. Legenda głosi, iż to właśnie Aristander przewidział jego narodzenie interpretując sen ojca przyszłego zdobywcy, stwierdzając jednocześnie, iż chłopiec dokona bohaterskich czynów. Wiadomo również, że był on uczestnikiem wyprawy Aleksandra na Persję.
Aristander z Telmessos jest również głównym bohaterem powieści Maurice'a Druona pt. Aleksander Wielki.